# MK-608
MK-608 یا ۷-دی‌آزا-۲’-سی-متیل‌آدنوزین (به اختصار: 7DMA) یک داروی ضد ویروس و آنالوگ آدنوزین است. این دارو توسط مرک اند کو. برای درمان هپاتیت سی ساخته شد اما علی‌رغم نتایج خوب در مدل‌های حیوانی، در کارآزمایی‌های بالینی برای انسان ناموفق بود. سپس از آن برای مقاصد پژوهشی استفاده کرد و ثابت شد علیه برخی ویروس‌ها نظیر تب دنگی، انسفالیت ویروسی منتقل‌شونده توسط کنه، پولیوویروس و ویروس زیکا در محیط‌های آزمایشگاهی و مدل‌های حیوانی مؤثر است. به‌دلیل شکست قبلی این ویروس در آزمایش‌های انسانی، بعید است که از آن به‌عنوان یک داروی ضدویروس استفاده شود، اما با توجه به فقدان داروهای مؤثر برای بیماران یادشده، پژوهش‌ها بر روی MK-608 و داروهای مشابه قطع نشده‌است.